# Marquesado de Fuen Mora
El Marquesado de Fuen Mora es un título nobiliario hereditario del Reino de España, que el archiduque Carlos VI concedió el 12 de febrero de 1725 a favor de Rodrigo Ventura González de Santa-Cruz y de Lizana, en sustitución del marquesado de Villa de Ebro, sobre su señorío homónimo existente en término de Omeñaca.

## Historia
Aproximadamente dos años después de que Rodrigo Ventura se convirtiera en el II marqués de Villa de Ebro, el archiduque Carlos de Austria, según carta de privilegio, autorizaba el cambio del nombre de dicho marquesado por el nuevo de marquesado de Fuen Mora, convirtiéndole en su primer titular, título que Rodrigo Ventura constituyó sobre su anterior señorío homónimo existente en término de Omeñaca. Rodrigo Ventura, que aunque sí se había llegado a casar e, incluso, a tener un hijo varón, familiares que perdió en la guerra de sucesión española, no volvió a contraer matrimonio posteriormente, por lo que tras su fallecimiento, el título quedó sin sucesión natural. Lo heredó una tía segunda suya residente en España, pero tras su pronta muerte, debido a su avanzada edad, comenzó una disputa entre varios de sus parientes por hacerse con el mismo, que no finalizó hasta 1756, año en que uno de ellos, Fernando Antonio, zanjó el asunto comprándoles sus derechos a los demás (era el citado Fernando Antonio padre de doña Manuela Rafaela, que casó con un Morales de Setién, de ahí que los posteriores herederos del marquesado hayan llevado dicho apellido).

## Marqueses de Fuen Mora
| Nº                                           | Titular                                            | Periodo                                      |
| Creación por el archiduque Carlos de Austria | Creación por el archiduque Carlos de Austria       | Creación por el archiduque Carlos de Austria |
| -------------------------------------------- | -------------------------------------------------- | -------------------------------------------- |
| I                                            | Rodrigo Ventura González de Santa-Cruz y de Lizana | 1725-1740                                    |
| II                                           | Mª Ana González de Santa Cruz y de Frías           | 1740-¿?                                      |
|                                              | Vacante                                            | ¿?-1756                                      |
| III                                          | Fernando Antonio Llorente y González de Santa-Cruz | 1756-1777                                    |